# Gompertshausen
Gompertshausen är en ortsteil i staden Heldburg i Landkreis Hildburghausen i förbundslandet Thüringen i Tyskland. Gompertshausen var en kommun fram till den 1 januari 2019 när den uppgick i Heldburg och kommunen hade 434 invånare 2018.